# مارك أومارا
مارك أومارا (بالإنجليزية: Mark O'Mara)‏ هو محامي أمريكي، ولد في 8 فبراير 1956 في كوينز في الولايات المتحدة.

## وصلات خارجية
- الموقع الرسمي